# Antonio Gridelli
Antonio Gridelli (San Mauro Pascoli, 18 ottobre 1936 – Savignano sul Rubicone, 17 novembre 2006) è stato un calciatore e allenatore di calcio italiano, di ruolo portiere.

## Carriera

### Calciatore
Cresciuto nella Sammaurese, nel 1956 debutta in Serie D con l'Alma Juventus Fano e l'anno successivo passa al Trapani dove gioca quattro campionati di Serie C.
Nel 1961 si trasferisce al Prato e debutta in Serie B; nei tre anni a Prato la squadra toscana alterna una retrocessione in Serie C nel 1961-1962, un'immediata promozione in Serie B nel 1962-1963 ed una nuova retrocessione l'anno seguente.
Negli anni successivi gioca in Serie C con Ravenna, Akragas, e con il Chieti ottiene una promozione in terza serie nel 1966-1967. Passa infine al Sorrento con cui compie la scalata dalla Serie D, vinta nel 1968-1969, alla Serie B, raggiunta al termine del campionato di Serie C 1970-1971; in quest'ultima stagione Gridelli con la maglia del Sorrento raggiunge il record di imbattibilità di 1537 minuti, superato in seguito soltanto da Emmerich Tarabocchia con la maglia del Lecce nel campionato di Serie C 1974-1975.
Conta complessivamente 76 presenze in Serie B con le maglie di Prato e Sorrento.

### Allenatore
Allenò il Forlì nella stagione 1986-1987, in Serie C2.

## Palmarès

### Club

#### Competizioni nazionali
- Serie C: 2

Prato: 1962-1963
Sorrento: 1970-1971
- Serie D: 2

Chieti: 1966-1967
Sorrento: 1968-1969